# Championnats d'Europe de gymnastique acrobatique 2007
Navigation
Édition précédente Édition suivante
Les championnats d'Europe de gymnastique acrobatique 2007, vingt-troisième édition des championnats d'Europe de gymnastique acrobatique, ont eu lieu en 2007 à Bois-le-Duc, aux Pays-Bas.

## Podiums
| Épreuves                             | Or                                                                     | Argent                                                                     | Bronze                                                            |
| ------------------------------------ | ---------------------------------------------------------------------- | -------------------------------------------------------------------------- | ----------------------------------------------------------------- |
| Duos                                 |                                                                        |                                                                            |                                                                   |
| Duo masculin résultats détaillés     | Ukraine Sergey Popov Mykola Shcherbak                                  | Russie Konstantin Pilipchuk Alexei Dudchenko                               | Royaume-Uni Mark Fyson Christopher Jones                          |
| Duo féminin résultats détaillés      | Russie Raushaniya Khakimova Alena Ploskova                             | Biélorussie Katsiaryna Murashko Alina Yushko                               | Royaume-Uni Elizabeth Oliver Katie Axten                          |
| Duo mixte résultats détaillés        | Russie Maria Kovtun Anton Glazkov                                      | Allemagne Thi Phuong Tao René Tausendfreund                                | Biélorussie Anastasia Zharnasek Siarmei Bykmautsou                |
| Groupes                              |                                                                        |                                                                            |                                                                   |
| Quatuor masculin résultats détaillés | Ukraine Denys Kriuchkov Andrii Lytvak Roman Urazbakiyev Andriy Bilozor | Russie Ruslan Uryasiev Sergey Maximov Denis Cherevatov Teymuraz Gurgenizde | Royaume-Uni Adam McAssey Adam Buckingham Alex Uttley Samuel Sturt |
| Trio féminin résultats détaillés     | Royaume-Uni Emily Grove Casey Morrison Victoria Lamkin                 | Ukraine Olga Vorchuk Anna Gorbatenko Olena Nepytaeva                       | Belgique Corinne Van Hombeeck Maaike Croket Soen Geirnaert        |
| Nation                               |                                                                        |                                                                            |                                                                   |
| Nation résultats détaillés           | Russie                                                                 | Royaume-Uni                                                                | Ukraine                                                           |

## Tableau des médailles
| Rang  | Nation      | Or | Argent | Bronze | Total |
| ----- | ----------- | -- | ------ | ------ | ----- |
| 1     | Russie      | 3  | 2      | 0      | 5     |
| 2     | Ukraine     | 2  | 1      | 1      | 4     |
| 3     | Royaume-Uni | 1  | 1      | 3      | 5     |
| 4     | Biélorussie | 0  | 1      | 1      | 2     |
| 5     | Allemagne   | 0  | 1      | 0      | 1     |
| 6     | Belgique    | 0  | 0      | 1      | 1     |
| Total | Total       | 6  | 6      | 6      | 18    |